# مارتا وانچورووا
مارتا وانچورووا (چکی: Marta Vančurová؛ زادهٔ ۷ سپتامبر ۱۹۴۸) بازیگر اهل جمهوری چک است.
از فیلم‌ها یا مجموعه‌های تلویزیونی که وی در آن‌ها نقش داشته است، می‌توان به رؤیاهای ممنوعه اشاره نمود.